# Paradoks EPR
Paradoks (także: niekompletność, eksperyment myślowy) EPR – eksperyment myślowy, który miał na celu wykazanie niezupełności mechaniki kwantowej.
Jego nazwa pochodzi od nazwisk trzech fizyków: Alberta Einsteina, Borysa Podolskiego i Nathana Rosena, którzy go zaproponowali. Eksperyment ten został opisany we wspólnie wydanej w 1935 roku publikacji Can Quantum Mechanical Description of Physical Reality Be Considered Complete? (Czy opis rzeczywistości fizycznej oparty na mechanice kwantowej można uznać za kompletny?) zamieszczonej w czasopiśmie „Physical Review”.

## Artykuł EPR z roku 1935
W roku 1935 Einstein, Podolski i Rosen (EPR) zaproponowali w artykule w Physical Review kryteria, jakie ich zdaniem mechanika kwantowa powinna spełniać, by mogła być uznana za poprawną i kompletną. 
Jednym z nich było „kryterium realizmu EPR”. Aby można było uznać, że teoria spełnia to kryterium, musi ona zapewniać jednoznaczne określenie wartości wielkości fizycznej z prawdopodobieństwem równym 1. By to z kolei było możliwe, musi istnieć część fizycznej rzeczywistości, która wynikowi pomiaru tej fizycznej wielkości odpowiada. Autorzy podkreślili, że warunek ten jest jedynie warunkiem wystarczającym - dopuszczają istnienie elementów fizycznej rzeczywistości tego warunku nie spełniających.  
EPR uznali, że mechanika kwantowa nie spełnia tego kryterium, a dokładniej nie jest prawdą, że „każda część fizycznej rzeczywistości ma odpowiednik w teorii fizycznej”. W ostatnim zdaniu swojego artykułu napisali jednak, ze ich zdaniem opracowanie  teorii spełniającej takie wymagania uważają za możliwe. 
Publikacja artykułu EPR doprowadziła do polemiki Einsteina z Nielsem Bohrem, który uznał „paradoks” za atak na kopehnaską intepretację mechaniki kwantowej, której był proponentem. Zainteresowanie artykułem EPR znacznie wzrosło po opublikowaniu twierdzenia Bella w roku 1964. Zainspirowało ono naukowców do przeprowadzenia eksperymentów, pojawiło się wiele artykułów naukowych oraz publikacji popularnych. 

## Treść paradoksu
Mechanika kwantowa, w interpretacji kopenhaskiej, zakłada, że przed pomiarem wielkości kwantowej mierzona zmienna nie ma ustalonej wartości. Ustala ją dopiero pomiar, a wcześniej można mówić tylko o rozkładach prawdopodobieństwa.
Istnieją jednak pewne tzw. stany splątane par cząstek (a właściwie ich spinów), tzw. singlety, które mają taką właściwość, że gdy dokonujemy pomiaru wartości jakiejkolwiek składowej spinu każdej z cząstek, ale dla obu cząstek względem tego samego kierunku przestrzennego, otrzymujemy zawsze przeciwne wyniki (pełna anty-korelacja). Jeśli takie cząstki oddalimy od siebie, a potem zmierzymy pewną składową spinu jednej z nich, to pomiar da nam nie tylko jej wartość, ale jednocześnie wartość identycznej składowej spinu tej drugiej (gdyby ktoś chciał dokonać pomiaru w tym samym kierunku). Ponieważ dla singletu przed pomiarem składowe spinów każdej z cząstek są całkowicie nieokreślone, mamy zatem pozornie jakby pewnego rodzaju oddziaływanie rozchodzące się natychmiastowo na dowolną odległość (które określa spin odległej cząstki, na której nie wykonano żadnego pomiaru).
Tymczasem szczególna teoria względności zabrania przekazywania informacji i oddziaływań z prędkością większą od prędkości światła w próżni. Używając analogicznego doświadczenia myślowego EPR wywnioskowali, że zmienne kwantowe muszą mieć ustaloną wartość przed pomiarem, co z kolei miało prowadzić do wniosku, że mechanika kwantowa jest teorią niepełną (niezupełną), bo nie określa tych ustalonych wartości, a jedynie ich prawdopodobieństwa.
Uwaga: opis paradoksu EPR podany wyżej opiera się na pomyśle Davida Bohma (1951) i jest jego najprostszą formą. 

## Rozwinięcie przez Bella
W 1964 roku John Stewart Bell udowodnił twierdzenie Bella oparte na doświadczeniu EPR. Mówi ono, że w takich procesach mechanika kwantowa prowadzi do innych przewidywań niż teorie lokalnie realistyczne popierane przez Einsteina. Nierówności Bella sprawdzono w wielu eksperymentach, m.in. tych nagrodzonych Nagrodą Nobla w roku 2022 dla Aspecta, Clausera i Zeilingera. Wykluczyły one przewidywania teorii opierających się na zmiennych ukrytych, a więc model Einsteina.

## Wyniki badań paradoksu EPR i twierdzenia Bella
Pierwsze testy doświadczalnej wersji twierdzenia Bella odbyły się w roku 1972. W omówieniu prac badawczych w związku z Nagrodą Nobla 2022 w dziedzinie fizyki podkreślono, że – mimo pesymizmu Alberta Einsteina wobec „upiornego oddziaływania na odległość” – badania te, prowadzone przez dziesięciolecia w celu wyjaśnienia paradoksu EPR i nierówności Bella, doprowadziły do opracowania nowych narzędzi, umożliwiających sterowanie „cząstkami splątanymi”, co przybliża ludzkość do „ery informacji kwantowej”. 